# Fukuda Chiyo-ni
Fukuda Chiyo-ni (jap. 福田千代尼 Fukuda Chiyo-ni; wł. Chiyo Fukumasuya, ur. pomiędzy 1699 a 1703 r. w Kanazawie, zm. w 1775 r.) – japońska poetka i malarka działająca w okresie Edo, znana także jako Kaga no Chiyo. Tworzyła haiku i renga.

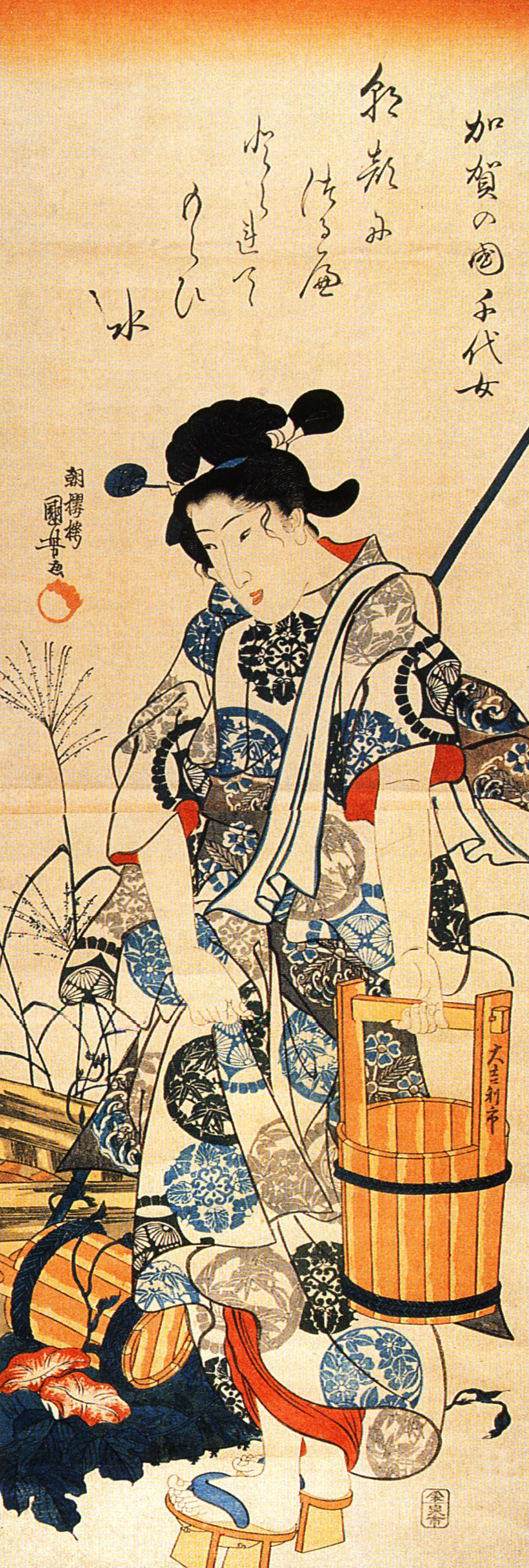
Chiyo-ni stojąca przy studni, drzeworyt autorstwa Utagawy Kuniyoshiego.

Kagami Shikō w liście z 1716 r. wspomina o Chiyo, słynnej poetce mieszkającej w miejscowości Mattō niedaleko Kanazawy, nadmieniając że ma ona 17 lat i jest córką oprawiacza zwojów. W wieku 19 lat wyszła za mąż za Fukudę Yahachiego, z którym miała syna; zarówno mąż jak i syn zmarli w 1727 roku. Według Bessho Makiko informacja o małżeństwie pochodzi z plotek i jest niepewna. 
W 1729 r. Fukuda Chiyo-ni została mniszką buddyjską (bikuni) i przyjęła imię „Soen”. W latach 1764 i 1771 wydane zostały dwie antologie jej poezji: Chiyo-ni Kushu i Matsu no Koe. W 1764 r. daimyō Maeda Shigemichi ofiarował jej poematy koreańskim dyplomatom odwiedzającym Edo.